# Top Spin 2K25
Top Spin 2K25 es el quinto título de la serie de videojuegos de tenis Top Spin luego de 13 años de su última edición en el 2011 titulada Top Spin 4. Esta nueva edición es desarrollado por Hangar 13 y distribuido por 2K Sports, el videojuego contiene licencias de diversos jugadores y estadios. El videojuego fue lanzado para las consolas PlayStation 4, PlayStation 5, Xbox One, Xbox Series X|S  y Microsoft Windows el 26 de abril de 2024 para Norteamérica y Europa.

## Jugadores
El juego cuenta con un plantel de más de 24 jugadores, entre hombres y mujeres:
| ATP - Frances Tiafoe - Daniil Medvedev - Taylor Fritz - Andy Murray - Carlos Alcaraz - Ben Shelton - Matteo Berrettini - Jannik Sinner DLC-G - Alexander Zverev DLC-G | WTA - Iga Świątek - Emma Raducanu - Coco Gauff - Naomi Osaka - Belinda Bencic - Caroline Wozniacki - Karolína Plíšková - Madison Keys - Paula Badosa - Sloane Stephens - Leylah Fernandez - Caroline Garcia DLC-G | Leyendas - Roger Federer - Serena Williams - Andre Agassi - Steffi Graf - Maria Sharapova - John McEnroe - Pete Sampras |

DLC-G: tenista fue incluido como contenido descargable (DLC) gratuito

## Campeonatos
Top Spin 2K25 contará de 48 pistas y varios torneos oficiales con licencia, los cuales se encuentran:
Campeonatos con licencia
Grand Slam
- Australian Open - Melbourne
- Roland Garros - París
- Wimbledon - Londres
- US Open - Nueva York

Especial
- Nitto ATP Finals - Turín
- Copa Laver 2024 - Berlín[3] DLC-G
- Copa Laver 2025 - San Francisco[3] DLC-G

Masters 1000
- BNP Paribas Open - Indian Wells (California)
- Miami Open - Miami
- Rolex Monte-Carlo Masters - Montecarlo
- Mutua Madrid Open - Madrid
- Internazionali BNL d'Italia - Roma
- National Bank Open - Toronto
- Cincinnati Open - Cincinnati
- Rolex Shanghai Masters - Shanghái
- Rolex Masters París - París

Torneos 250
- ASB Classic - Auckland

DLC-G: torneo fue incluido como contenido descargable (DLC) gratuito

## Características
- Animaciones específicas para cada jugador: Varios jugadores profesionales de TopSpin 2K25 tienen una animación personalizada de derecha, revés y servicio que se ha ajustado para reproducir fielmente su manera de hacerse en la vida real.
- Física de la pista: La nueva entrega de la franquicia ofrece un salto en cuanto a calidad visual en todas las superficies. En tierra batida, al deslizarte por la tierra levantarás polvo y dejarás marcas en el suelo que hayas pisado. Cuando empieces un nuevo set, la pista se barrerá y volverá a su estado original. En hierba, el desgaste de la pista se hace más evidente a medida que se avanza en el torneo, y la zona detrás de la línea de fondo pasa progresivamente de hierba a tierra. Esta capa añadida de autenticidad es uno de los muchos elementos que captan la esencia de estas sedes emblemáticas.
- Mejoras del ambiente: Los equipos de cámaras, los recogepelotas, los jueces de línea y el público se han actualizado para complementar la calidad visual de última generación que se ve en todo el juego.
- Nuevo medidor de sincronización y servicios mejorados: Consigue una precisión milimétrica en la pista con el nuevo medidor de sincronización, que tiene un diseño minimalista para una máxima legibilidad.